# Giovanni Battista Tommasi
Giovanni Battista Tommasi de Cortona (* 6. Oktober 1731 in Italien; † 13. Juni 1805 in Catania auf Sizilien, Italien) war vom 9. Februar 1803 bis zu seinem Tod (1805) der 73. Großmeister des Malteserordens.
Tommasi war für 75 Jahre der letzte vom Papst anerkannte Großmeister des Ordens.
Während seiner kurzen Regierungszeit befand sich das Exil des 1798 von Malta vertriebenen Ordens bis Februar 1804 in Messina, danach in Catania. Erst nach seinem Tod verlegte der – nunmehr für 75 Jahre nur von einem Luogotenente del magisterio (Statthalter des Großmagisteriums) geführte – Orden sein Exil für die nächsten 21 Jahre nach Rom, dann 1826 nach Ferrara, um dann ab 1834 in Rom sesshaft zu werden.